# Emmanuel Faber
Emmanuel Faber (Grenoble, 1964) es un empresario francés. Fue co-sub-director general del Grupo Danone desde 2011, bajo la presidencia de Franck Riboud, el 1 de diciembre de 2017, asumió el cargo de presidente y director ejecutivo. En marzo de 2021 fue despedido de su cargo por el Consejo de Administración por su mala gestión del negocio y de la organización

## Biografía
Emmanuel Faber pasó parte de su niñez en la localidad de Saint-Bonnet-en-Champsaur, en la región de Altos Alpes, en el seno de una familia de clase media. Realizó su bachillerato en Gap (1982) y se diplomó por la Escuela de Estudios Superiores de Comercio (HEC París) en 1986.
Emmanuel Faber comenzó su carrera profesional en la compañía Bain & Company. Más tarde trabajó para Baring Brothers, antes de recalar en Legris Industries en 1993 como director administrativo y financiero. Ascendió a director general en 1996.

## Danone
Un año más tarde, en 1997 llegó al Grupo Danone como director de finanzas, estrategia y sistemas de información. En 2000, fue nombrado director financiero y miembro del Comité Ejecutivo. En 2005, ascendió al cargo de director general de la zona Asia Pacífico, cargo en fase de grandes operaciones corporativas. Junto a Franck Riboud y Muhammad Yunus, puso en marcha el proyecto Grameen Danone Foods Ltd, un proyecto social en Bangladés.
A finales de 2006, puso en marcha danone.communities, la primera SICAV social de Francia, de la que es administrador desde 2008.
Del 1 de enero de 2008 al 30 de septiembre de 2014, ocupó la plaza de director general delegado de Danone, responsable de las grandes operaciones corporativas (finanzas, recursos humanos). Fue nombrado vicepresidente del Consejo de administración de la sociedad el 28 de abril de 2011.
Por invitación de Chico Whitaker, participó en el Foro Social Mundial de Belem en 2009 . En 2013, a instancias del ministro Delegado de Desarrollo, Pascal Canfin, redactó junto a Jay Naidoo un informe (aparecido en junio de 2014) : Innovar por la movilización de los actores. 10 proposiciones para un nuevo enfoque de la ayuda al desarrollo.
En 2014, sucedió a Franck Riboud y tomó el control de la dirección operativa como director general del Grupo Danone.

## Polémicas
En octubre de 2015, fue acusado por la periodista Elise Lucet de abusos en el programa sobre la promoción de la leche en polvo en Indonesia, consumo a veces peligroso en países emergentes. Faber se negó a contestar. Posteriormente, el Grupo Danone publicó en su web una respuesta para refutar las acusaciones contenidas en el informe.
Conocido por haberse posicionado a favor de una mayor justicia social, que se basa en su experiencia personal, sin embargo, en 2016, se hizo público que su remuneración se elevaba a 4,82 millones de euros.

## Otros mandatos

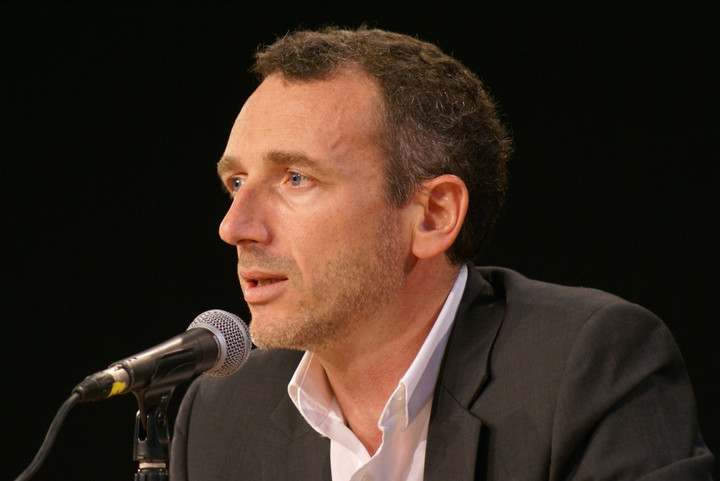

- Miembro del Comité Ejecutivo de Danone desde 2000.
- Miembro del Consejo de administración de Ryanair de 2002 a 2010.
- Copreside, junto a Martin Hirsch, un programa de experimentación social creado en 2010 a iniciativa de la Escuela de Estudios Superiores de Comercio (HEC).[13]
- Desde 2011, preside el Comité de Orientación Estratégica del Instituto de Estudios de Desarrollo Económico y Social (IEDES) de la Universidad París I Panthéon-Sorbona.